# Volo Eastern Air Lines 401
Il volo Eastern Air Lines 401 è stato un volo di linea della Eastern Air Lines tra New York e Miami operato da un Lockheed L-1011 TriStar che il 29 dicembre 1972 è precipitato mentre eseguiva un avvicinamento di routine all'Aeroporto Internazionale di Miami, uccidendo 5 dei 13 membri dell'equipaggio e 94 dei 163 passeggeri (due sopravvissuti morirono in ospedale a causa delle ferite riportate). L'incidente fu il risultato dell'incapacità dei piloti di accorgersi della disattivazione del pilota automatico mentre stavano tentando di risolvere un malfunzionamento del segnalatore di estrazione del carrello di atterraggio; inoltre fu ritenuto che sia la stanchezza che la cattiva comunicazione che caratterizzarono i membri dell'equipaggio abbiano contribuito al disastro. Come risultato di questi fattori, l'aereo perse progressivamente quota senza che l'equipaggio se ne accorgesse, fino a schiantarsi.
Quello del volo Eastern Air Lines 401 fu il primo incidente fatale a coinvolgere un aereo wide-body e, a quel tempo, fu quello che fece registrare in assoluto, negli Stati Uniti, il più alto numero di vittime.

## Dinamica dell'incidente

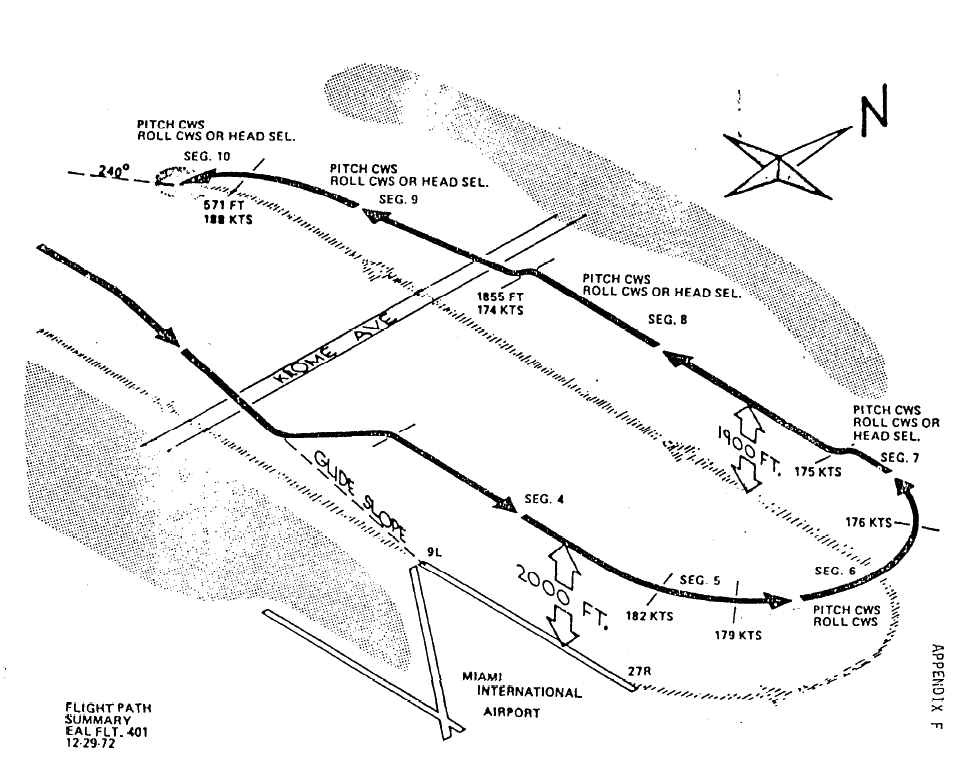
Il tracciato dell'aereo come ricostruito nel rapporto NTSB

Il volo 401, operato con un nuovissimo Lockheed L-1011 TriStar, consegnato alla compagnia da appena quattro mesi, decollò alle ore 21:20 EDT dall'aeroporto internazionale John F. Kennedy di New York con a bordo 163 passeggeri e 13 membri dell'equipaggio. L'equipaggio era composto dal Comandante Robert Loft, 55 anni, veterano della Eastern Air Lines, dal Primo Ufficiale Albert Stockstill, 39 anni, e dall'ingegnere di volo Donald Repo, 51 anni. Nella cabina di pilotaggio era presente anche Angelo Donadeo, un tecnico della Eastern Air Lines fuori servizio che stava ritornando a Miami dopo un incarico per cui si era recato a New York.
Il volo si svolse regolarmente fino alle 23:32, quando iniziò l'avvicinamento all'aeroporto di Miami. Dopo aver azionato il comando dei carrelli d'atterraggio, il Primo Ufficiale Stockstill notò che l'indicatore di posizione del carrello anteriore, una spia di colore verde che si illumina quando l'organo di atterraggio si è abbassato e bloccato correttamente, non si era attivato. I piloti provarono a retrarre ed estendere manualmente il carrello, ma anche questa volta la spia non si accese.
Non potendo sapere se il carrello si fosse esteso, il Comandante Loft, che durante questa fase del volo stava gestendo le comunicazioni radio, si mise in contatto con la torre di controllo comunicando il guasto e la necessità di rimandare l'atterraggio ed attendere in volo finché non lo avessero risolto, e chiese istruzioni in merito. La torre li autorizzò a salire fino alla quota di 2 000 piedi (610 m) e a virare verso ovest, in direzione delle paludi Everglades.
Il Comandante ordinò all'ingegnere di volo Repo di scendere nel vano dell'avionica, situato sotto il ponte di volo, per controllare visivamente, attraverso una piccola fessura, se il carrello di atterraggio era nella posizione corretta. Nel frattempo, dopo aver raggiunto la quota loro assegnata, il Primo Ufficiale Stockstill inserì il pilota automatico per mantenere tale quota. Durante i successivi 80 secondi l'aereo si mantenne in volo livellato, poi scese per 90 piedi (30 m), tornò in volo livellato per altri 2 minuti e successivamente cominciò a scendere di quota in modo così lento e graduale da non poter essere percepibile dall'equipaggio. In quest'ultimo frangente l'aereo perse 250 piedi (76 m) di quota, sufficienti per far attivare l'allarme sonoro di segnalazione di altitudine errata, emesso da un altoparlante vicino alla postazione dell'ingegnere di volo, il quale però non poté sentirlo in quanto non era ancora rientrato nella cabina di pilotaggio. Dalla successiva analisi del Cockpit Voice Recorder (CVR, che registra i suoni percepiti da microfoni posti nella cabina di pilotaggio) fu evidente che nessuno dei piloti si era accorto dell'allarme. Dopo altri 50 secondi l'aereo si trovò ad una quota che era la metà di quella inizialmente assegnata.
Quando Stockstill iniziò la virata di 180 gradi per dirigersi nuovamente verso l'aeroporto, si accorse della variazione di quota, ma era ormai troppo tardi per recuperare. La seguente conversazione è stata tratta dall'analisi del CVR:
Stockstill: Abbiamo modificato l'altitudine?
Loft: Cosa?
Stockstill: Siamo ancora a 2 000, vero?
Loft: Hey, cosa sta succedendo?
L'aereo si schiantò poco dopo, alla velocità di 365 km/h, a 18,7 miglia (30,1 km) a ovest della pista 9L dell'aeroporto di Miami. L'ala sinistra fu la prima ad impattare il terreno, seguita dal motore sinistro e dal carrello di atterraggio sinistro, che tracciarono tre solchi larghi 1,5 metri e lunghi più di 30 metri. Quando la parte centrale della fusoliera colpì il suolo continuò ad avanzare per diversi metri, rompendosi in numerose parti e seminando detriti in un'area lunga 500 metri e larga 100.

## I soccorsi
Ad accorrere per primi sul luogo del disastro furono Robert "Bob" Marquis e Ray Dickinsin, due amici che a bordo del loro airboat stavano pescando rane nella palude. Marquis riportò gravi ustioni al volto, alle braccia ed alle gambe a causa del carburante fuoriuscito dai serbatoi, ma nonostante ciò passò l'intera notte e il giorno successivo ad estrarre i superstiti dai rottami e a trasportarli sulla terraferma, dove attendevano le ambulanze, ed a condurre sul luogo dello schianto il personale medico, che non poteva entrare nelle acque paludose, usando l'airboat.
Per i suoi atti di eroismo fu insignito dell'Humanitarian Award dalla National Air Disaster Alliance/Foundation e dell'Alumitec-Airboat Award Hero dall'American Airboat and Rescue Association. Nel 2007 i cittadini di Homestead, in Florida, gli consegnarono una targa commemorativa. Marquis è deceduto il 21 novembre 2008 a causa delle complicazioni giunte in seguito a una caduta.
Inizialmente ci furono 77 sopravvissuti (69 dei 163 passeggeri e 8 dei 10 assistenti di volo) e 99 vittime. Dell'equipaggio di condotta, l'ingegnere di volo Repo sopravvisse allo schianto ma morì successivamente in ospedale, il primo ufficiale Stockstill morì nell'impatto ed il comandante Loft sopravvisse all'impatto ma morì tra i rottami della cabina di pilotaggio mentre si trovava insieme al primo soccorritore arrivato sul posto, in attesa del gruppo che avrebbe dovuto portarlo via. Angelo Donadeo, che al momento dello schianto si trovava nel vano dell'avionica, riportò gravi ferite che però guarirono completamente e sopravvisse.
La palude assorbì gran parte dell'energia della caduta, diminuendo la forza dell'impatto del velivolo; il fango da un lato bloccò le emorragie delle ferite dei sopravvissuti, ma dall'altro complicò la loro guarigione a causa dei microrganismi presenti nell'acqua, che causarono numerose infezioni, comprese gangrene gassose, di cui furono affette 8 persone, le quali dovettero essere curate tramite camere iperbariche, attrezzature di cui inizialmente vi era carenza, determinando un serio rischio sanitario per i sopravvissuti.
Tutti i superstiti riportarono ferite, 60 di essi in modo grave (2 morirono alcuni giorni dopo in ospedale) e 17 in modo superficiale, tanto da non richiedere il ricovero in ospedale. Le lesioni più diffuse furono fratture delle costole, della colonna vertebrale, del bacino e degli arti inferiori. 14 sopravvissuti riportarono anche ustioni di diverso grado.

## Le cause dell'incidente
L'indagine del National Transportation Safety Board (NTSB) appurò che la modalità di funzionamento del pilota automatico fu inavvertitamente modificata da mantenimento di quota a modalità pitch. In questa modalità, una volta che il pilota non esercita più nessuno sforzo sulla barra di comando, l'autopilota si limita a mantenere l'assetto scelto dal pilota, senza esercitare alcun controllo sulla quota. Gli investigatori ritennero che il pilota automatico cambiò modalità di volo quando il Comandante, voltandosi per parlare con l'Ingegnere di volo che era seduto dietro di lui, accidentalmente urtò contro la cloche. La leggera spinta in avanti sulla barra di comando avrebbe causato la disattivazione del controllo della quota da parte del pilota automatico.
Test compiuti da tecnici dell'NTSB dimostrarono che la forza occorrente per far muovere la cloche del Comandante era inferiore a quella necessaria per quella del Primo Ufficiale, per questo motivo probabilmente egli non ne percepì il movimento.
Quando il velivolo scese 250 piedi al di sotto della quota inizialmente selezionata di 2.000 piedi, si attivò l'unico allarme che segnalava tale evento, un breve segnale acustico con tonalità simile a quella della nota musicale Do emesso dall'altoparlante posteriore, vicino alla postazione dell'ingegnere di volo. Questo avviso, progettato per avvertire i piloti di eventuali deviazioni involontarie dalla quota selezionata, non venne percepito dall'equipaggio. Gli investigatori ritennero che ciò era dovuto al fatto che il personale era stanco e distratto dal tentativo di comprendere e risolvere il problema relativo al carrello anteriore ed al fatto che l'ingegnere di volo, quando l'allarme suonò, non si trovava nella sua postazione (dalla quale avrebbe potuto udirlo benissimo, in quanto, come già detto, essa era proprio accanto all'altoparlante da cui il suono proveniva). In aggiunta, dato che era una notte senza luna e l'aereo stava volando sopra l'oscurità delle paludi Everglades, all'esterno non c'erano luci che potessero far capire che il TriStar si stava avvicinando al suolo.
Dopo l'autopsia fu scoperto che il comandante era affetto da un tumore al cervello non diagnosticato, ubicato nella zona del controllo della vista, che non avrebbe comunque influenzato l'incidente.
Secondo il rapporto finale dell'NTSB la causa dello schianto fu un errore del pilota, in particolare:
Nel settembre 2009 alcune parti del velivolo furono ritrovate, sul luogo dello schianto, dai membri della Eastern Airlines Flight 401 Tribute Group.

## Il "fantasma" del volo 401
Nei mesi e negli anni successivi all'incidente, diversi dipendenti della Eastern Air Lines raccontarono di presunti episodi di avvistamenti di fantasmi dei membri dell'equipaggio del volo 401 a bordo di altri voli. Le dicerie erano alimentate dal fatto che alcune parti recuperate dal relitto erano in condizioni molto buone, in quanto si trattava di un velivolo nuovo di zecca, quindi furono recuperate e montate sugli altri TriStar della compagnia aerea, e fu proprio a bordo dei velivoli che montavano tali componenti che le apparizioni si sarebbero verificate. I racconti degli avvistamenti degli "spiriti" di Donald Repo, Albert Stockstill e Robert Loft si diffusero a tal punto che i dirigenti della Eastern Air Lines minacciarono di licenziamento i dipendenti che avessero continuato a diffondere tali storie.
La storia del disastro e delle sue conseguenze fu raccontata nel 1977 da John G. Fuller nel libro The Ghost of Flight 401 e nel 1978 da Rob e Sarah Elder nel libro Crash.

## Il volo Eastern Air Lines 401 nei media
- L'incidente del volo 401 della Eastern Air Lines è stato analizzato nella puntata Distrazione fatale della quinta stagione del documentario Indagini ad alta quota trasmesso dal National Geographic Channel e nella puntata Errore umano della prima stagione del documentario SOS: disastri aerei trasmesso da Discovery Channel Italia.
- Nel 1978 furono prodotti due film-tv: S.O.S. Miami Airport (Crash), basato sul libro degli Elder, racconta dell'incidente, degli sforzi dei soccorritori e dell'indagine dell'NTSB, mentre The Ghost of Flight 401, tratto dal libro di Fuller, racconta soprattutto la vicenda degli avvistamenti dei fantasmi. Quest'ultimo film suscitò diverse polemiche, al punto che l'amministratore delegato di Eastern Air Lines, Frank Borman, dichiarò che le storie di fantasmi erano solo "spazzatura" e ne citò in giudizio i produttori per diffamazione.
- Nel 1979 il cantante Bob Welch incluse nel suo album Three Hearts una canzone intitolata The Ghost of Flight 401.
- L'incidente è stato citato nell'episodio intitolato Il fantasma dell'aria della prima stagione della serie televisiva Supernatural.